# Friedrich Heldmann
Friedrich Heldmann (* 21. November 1776 in Margetshöchheim; † 24. Mai 1838 in Darmstadt) war ein deutscher Professor für Handelslehre und Kameralistik.

## Leben
Über seine Ausbildung geben die zeitgenössischen biographischen Handbücher keine und über seine beruflichen Tätigkeiten nur sehr rudimentäre Auskünfte. Aus seiner Würzburger Schulschrift ist bekannt, dass er „in einem der ersten (Handlungs-) Institute“ Deutschlands erzogen worden sei. Und aus der Würzburger Universitätsgeschichte lässt sich ergänzen, dass er vor der Aufnahme seiner Würzburger Tätigkeiten „Spezereyhändler“ gewesen sei. Er hat also eine kaufmännische Lehre absolviert und wahrscheinlich auch einige Jahre als Handelsdiener gearbeitet. Im Jahr 1803 sei er in Würzburg an der Universität Professor der Handlungswissenschaft und im Jahr 1804 Mathematiklehrer am dortigen Gymnasium sowie Leiter (s)einer „Commerzschule“ geworden.
Über die Neuorganisation des gesamten Schul- und Hochschulwesens im Hochstift Würzburg (das Schul- und Hochschulwesen ist dem Einfluss der Kirche entzogen und dem alleinigen Einfluss des Staates unterworfen worden!) berichtet Oskar Steinel in einem Aufsatz in der Bayerischen Zeitschrift für Realschulwesen. Dort heißt es, dass bei der Übernahme der Hoheits- und Verwaltungsrechte am 22. November 1802 kein staatliches Vorbereitungsinstitut für den Handelsstand vorhanden gewesen sei. Um ferner auch dem für das bürgerliche Leben so wichtigen Einfluss behauptenden Handlungsstande die ihm nötige und besonders angemessene Ausbildung gleichsam öffentlich zu garantieren, hat die kurfürstliche Kommission die seit mehreren Jahren zu Würzburg bestehende, von Sr. Ch. D. bereits mit auszeichnenden Privilegien begnadigte und vorzüglich sich seit dieser Zeit zum Beweise seiner allgemein anerkannten Zweckmäßigkeit erweiternde Handlungsinstitut des churfürstlichen Professors Heldmann als eine öffentliche Lehr- und Bildungsanstalt für junge Kaufleute, Fabrikaten, Wechsler und dergleichen unter der obersten Leitung des kurpfalz-bayerischen General-Schulen- und Studiendirektoriums erklärt und demselben auch gleich anderen öffentlichen Instituten ein hinlänglich geräumiges, dem Zwecke desselben entsprechendes Staatsgebäude eingeräumt. Der Leiter dieses Institutes war bei der Neuorganisation der Universität als außerordentlicher Lehrer für Handels- wissenschaft beigezogen worden, mit der Erlaubnis, sein Handlungsinstitut nach seinem Vorschlag anlegen zu dürfen (S. 25). Im Wintersemester 1804/05 hielt Heldmann an der Universität Würzburg bei den Staatswissenschaftlern eine Vorlesung Enzyklopädie der Handlungswissenschaft.
Von 1807 bis 1814 war Heldmann dann Professor der Handlungswissenschaften an der 1802 gegründeten Kantonsschule in Aarau und von 1817 bis 1819 a.o. Professor für Kameralistik an der Akademie in Bern. Er lebte bis 1821 in Bern und ging dann zunächst nach Italien, bis er anschließend zunächst „einige Jahre“ in Mainz und dann in Darmstadt „privatisierte“, wo er 1830 schließlich „eine Pensionsanstalt für die weibliche Jugend errichtete“. Dort hat er auch eine zwölfbändige „Kinderbibliothek“ herausgebracht. In Darmstadt ist er auch am 24. Mai 1838 verstorben.

## Wirken
Heldmanns kaufmännische Lehre spricht nicht dafür, dass er für seine Würzburger Lehrtätigkeiten hinreichend vorgebildet war. Und so erfahren wir auch bei Engelhorn, dass die Würzburger Professoren bereits 1804 reklamierten, dass sich Heldmann „zu einem Lehrer an der Universität nicht qualificire“.
Weil nun dem Heldmannschen „Handlungs-Institute“ von der bayerischen Regierung das „Privilegium“ gnädigst erteilt worden war, „dass dessen Eleven, wenn solche in dem nach einem zweijährigen Lehrkurse mit ihnen vorzunehmenden Examen, Proben ihrer erlangten Kenntnisse“ abgelegt hatten, „von aller übrigen sonst verordneten Lehrzeit (im Land Würzburg waren das damals fünf Jahre; d. Verf.), so wie nicht minder von den bisher üblichen 3 Wanderjahren befreyt, und nach einer nur noch zweijährigen Praxis zur Aufnahme in den Handelsstand sollten geeignet sein“ versuchten der Würzburger Handelsstand zu erreichen, dass Heldmann wegen „Unfähigkeit (…) auch in praktischen Dingen“ von seiner Prüfungstätigkeit suspendiert werde (Juli 1805), zunächst allerdings ohne Erfolg. Im August 1806 ist Heldmann dann beschuldigt worden, ein „mutwilliger Bankerottirer und Dieb“ zu sein. Und schon wenige Wochen später hat Heldmann seine Würzburger „Geschäftstätigkeit“ mit einer Schuldenlast von ca. 30.000 fl. beendet.
„Auf Druck hauptsächlich kaufmännischer Kreise“ hat die Direktion der Aarauer Kantonsschule den – wie sie glaubte – soliden Fachschul-Vertreter Heldmann (der allerdings ein „Blender“ gewesen sein muss) als Gegengewicht zum idealistisch verblendeten, aber „zupackenden“ Rektor Ernst August Evers (1779–1823) berufen, dessen Ansichten schon den offen zutage liegenden Tendenzen und Ansichten seiner eigenen Zeit nicht entsprachen. Und so erschienen 1807 in Aarau zwei Schulschriften, die vom Inhalt her nicht unterschiedlicher hätten sein können: Ernst August Evers: Ueber die Schulbildung zur Bestialität: ein Programm zur Eröffnung des neuen Lehrkurses der Kantonsschule zu Aarau. Aarau 1807 (kommentierter Nachdruck Heidelberg 2002 - Beachtenswert das Nachwort von Michele C. Ferrari, S. 50–61, jedoch ohne Hinweis auf Heldmann) und Friedrich Heldmann Ueber die Bildung der Jugend zum Handlungsstande in republikanischen Staaten. Ein Programm. Aarau 1807.
In der wirtschaftspädagogischen Literatur ist dieses räumlich konzentrierte Aufeinandertreffen zweier völlig unvereinbarer „Konzepte“ [Clemens Menze (1928–2003) spricht von der „Disjunktion“ von allgemeiner und beruflicher Bildung] noch nicht einmal registriert, geschweige denn erforscht worden. Bei Müller-Wolfer (1883–1970) heißt es [mit Bezug auf den dortigen Mathematiklehrer Franz Xaver Bonner (1758–1850)] „beruhigend“, „Evers’ Absichten seien die besten gewesen. Aber in seinem Eifer habe er unrecht getan, und der Ausdruck „Erziehung zur Bestialität“, womit er frühere Lehrer angegriffen habe, sei ein offenbarer Missgriff gewesen.“ Der militante Neuhumanist Evers wird ganz gezielt auch Heldmann angegriffen haben, der ihm intellektuell deutlich unterlegen gewesen sein dürfte!
Heldmann wurde im Jahre 1809 in Freiburg i. B. in den Freimaurerei aufgenommen und schloss sich in Aarau der Loge Zur Brudertreue an. Er veröffentlichte zur freimaurerischen Geschichte und gab einige freimaurerische Zeitschriften heraus.

## Werke
- Ueber die Bildung der Jugend zum Handlungsstande in republikanischen Staaten. Ein Programm. Aarau 1807.